# Кадесніково
Каде́сніково (рос. Кадесниково) — присілок у складі Верхошижемського району Кіровської області, Росія. Входить до складу Пунгінського сільського поселення.
Населення становить 7 осіб (2010, 26 у 2002).
Національний склад станом на 2002 рік — росіяни 100 %.